# 357 a.C.

## Eventos
- Caio Márcio Rutilo e Cneu Mânlio Capitolino Imperioso, pela segunda vez, cônsules romanos.